# Kolotoč (opera)
Kolotoč, "opera o šesti obrazech pro malé i velké děti", je jediná opera českého skladatele Václava Trojana (1907-1983) na libreto učitelky a autorky literatury pro děti Marie Charousové-Gardavské (1893-1967), napsaná v letech 1936-39.

## Vznik a historie díla
Koncem třicátých let 20. století Trojan spolupracoval s dětským divadlem Míly Mellanové, kde se seznámil s libretistkou. Ta mu poskytla libreto k dětské potřebě, které bylo originální a bralo ohled na zájmy i divadelní schopnosti dětí.
Divadlo Míly Mellanové operu sice neprovedlo, vešla ale brzy ve známost a odborná veřejnost jí vyslovovala uznání. Ve zkráceném a pro rozhlas upraveném znění byla velmi úspěšně provedena v Českém rozhlase poprvé 17. ledna 1942, dirigoval Otakar Jeremiáš. Část opery hrála i Česká filharmonie. Přesto byla na scéně poprvé provedena až více než dvacet let po svém vzniku; experimentu se ujalo Státní divadlo Ostrava, konkrétně dirigent Bohumil Gregor a režisér Ilja Hylas, premiéru měla 13. února 1960. V roce 1967 byla opera zfilmována pro televizi. Režii měl Václav Hudeček, hráli mj. Čestmír Řanda, Vlastimil Hašek, Rudolf Pellar, Růžena Lysenková, Eva Víšková a Veronika Renčová. Na divadelním jevišti však byl znovu uveden až po dalších více než čtyřiceti letech, a to opět v Ostravě, Divadle Antonína Dvořáka. Premiéra této nové inscenace se konala 5. dubna 2008, dirigoval Jurij Galatenko, režíroval Luděk Golat.
Hudba k Trojanovu kolotoči má s ohledem na dětské diváky výrazné melodie, přitom však s barvitou a bohatou instrumentací. Důraz je kladen na rytmickou živost a bohatství typů a využití bicích nástrojů. Naopak zejména mezihry s hudbou charakterizující měsíc jsou snivě lyrické. Celou operou provází dětský sbor rozdělený na tři části — jednu v hledišti a dvě na jevišti — který se jednak zapojuje do děje (představuje děti, zvířata i jiné postavičky v jednotlivých obrazech), jednak děj komentuje a udržuje pozornost dětských diváků. Děj má rychlý spád, scéně dominuje pohyb a tanec.
Jen sporadické uvádění Kolotoče přes jeho nesporné kvality nespočívá v náročnosti samotné opery pro dětské herce či diváky (ta není větší než u dětských oper Brittena či Menottiho), ale v organizační náročnosti.
Václav Trojan se k opeře již nevrátil, zůstal však věrný tvorbě pro děti zejména jako skladatel hudby mj. k filmům Jiřího Trnky (Špalíček, Císařův slavík, Bajaja, Staré pověsti české, Dobrý voják Švejk).

## Osoby
- Hoch v aeroplánu (dětský hlas)
- Hoch v autu (dětský hlas)
- Hoch na koni (dětský hlas)
- Děvčátko na kachničce (dětský hlas)
- Kolotoč (koloraturní soprán)
- Pan Josef, majitel kolotoče (tenor)
- Měsíc (bas)
- Vůdce siamských lovců (tenor)
- Maminka klokanice (mezzosoprán)
- Klokaní děvčátko, chlapec klokánek, tři malinká klokánčata (dětské hlasy)
- Společnice, profesor rytmiky, 1. a 2. fotograf, 1. a 2. novinář, 1. a 2. detektiv (mluvené úlohy)
- Bílý slon, gorila (němé úlohy)
- Figurky, věci a zvířátka na kolotoči, černošští trpaslíci, děti v průvodu, děti z ulice, diváci na ulici, lovci slona, zlatokopové (hráno dětmi ze sboru)

## Děj opery

### 1. obraz
(Plácek s kolotočem na předměstí - podvečer) Kolotoč zpívá svou píseň (Točím se, točím, pro radost sobě a pro radost očím). Pan Josef, majitel kolotoče, zve děti na projížďku (Kdo chce vidět Indiány, klokana a gorily, ať si sedne na kolotoč, uvidí to za chvíli!). Děti nasedají a kolotoč se točí. Když pan Josef zazvoní, kolotoč se zastaví. Stmívá se a děti odcházejí domů, jen hoch na letadle, děvčátko na kachničce, hoch v automobilu a hoch na koni zůstali na kolotoči a usnuli. Měsíc přestřihuje lana u letadla, kachničky, automobilu a koně a děti vzlétají za dobrodružstvími, o kterých se jim zdá.

### 2. obraz "Gorila"
(V africkém pralese) Hoch na aeroplánu seskočil padákem do afrického pralesa. Tam jej naleznou černoši-trpaslíci bubnující a zpívající Bangala, pengala, rongo, kongo. V pralese je ale i gorila, které se zalíbil cestovatelův padák (deštník), přístroje (budík) i letecký oblek. Na radu Měsíce si s ní ale černoušci a chlapec zahrají hru "na zívanou" a gorilu uspí. Hoch dostane zpět své věci a Měsíc ho odnáší.

### 3. obraz "Klokani"
(V Austrálii) Hoch na koni se dostal až do Austrálie. Koník se mu zaběhl, zato si hraje s klokaní rodinkou (sbor Maminka klokanice hup, hup, hup). Přichází tlupa zlatokopů hledající zlatý poklad (sbor Hurá, Austrálie, hurá, bohatství nám přinese). Plánek místa, kde se zlato nalézá, má ale jen maminka klokanice. Hoch ji uprosí, aby mu ho dala, a s chlapcem-klokánkem jde zlato vyzvednout. Hodlá jím zaplatit vstupné na kolotoč pro všechny děti nadosmrti. Šťastné nálezce však obstoupí zlatokopové a chtějí je o poklad připravit. Opět zasáhne Měsíc: vykouzlí střídavě odlesky zlata a strašidelné stíny hned tam a hned tady, až zlatokopy zmate. Chlapce i s pytlem zlata mezitím Měsíc vyzvedne k sobě.

### 4. obraz "Bílý slon"
(V indické džungli) Hoch v automobilu dojel až do indické džungle (sbor Džungle usíná, džungle potřebuje klid). Auto se mu sice porouchalo, zato se seznámí s bílým slonem Čang-Pukem, který utekl ze zajetí v paláci siamského krále (árie chlapce Můj slon Čang-Puk je celý bílý). Hoch jej naučí troubit stejně jako houkačka z automobilu. Hocha i slona vystopují vojáci a lovci, kteří chtějí Čang-Puka znovu odvést do paláce. Když oba přátele obklíčí, Měsíc náhle zhasne světlo. Chlapec i slon se rozdělí a troubí oba z různých stran, čímž pronásledovatele zmatou, a podaří se jim proto uniknout (árie Měsíce a sboru Siam je u nás v Asii).

### 5. obraz "Filmová hvězdička"
(Na americké ulici) Děvčátko na kachničce se sneslo v americkém městě. Vyvolalo tím opravdovou senzaci (Hrajte bubny, hrajte píšťaly, nový div nám bozi seslali!) a stalo se brzy filmovou hvězdou. Má novou vychovatelku a profesora rytmiky, hlídají ji detektivové, kolem ní se to jen rojí novináři a fotografy. Děvčátku je brzy tento rozruch nepříjemný a přeje si vrátit se zpět domů. Setmí se, Měsíc ozáří zemi čím dál magičtějším světlem. Město i lidé zmizí a Měsíc odnáší děvčátko domů (Jsi dobrý, měsíčku, že plníš svůj slib).

### 6. obraz
(Plácek s kolotočem na předměstí - ráno) Měsíc přinesl spící děti zpět na kolotoč (árie Tak jsem tu zas na starém místě). Kolotoč se opět rozjíždí (píseň Houpám a stoupám dokola, dokolečka) a všechny čtyři děti se probouzejí (kvartet Jak tu všechno kolem nás zpívá). Je tu i pan Josef (árie Není kolotoč jako kolotoč). Noční cestovatelé sestupují mezi ostatní děti a kolotoč zpívá (Kolotočem dokolečka objedeme celý svět...).

## Nahrávky
Ještě před prvním scénickým provedením byla pořízena nahrávka tří ze šesti obrazů (1. obraz "U kolotoče", 3. obraz "V Austrálii" a 4. obraz "V džungli"), která byla vydána na gramofonové desce v nakladatelství Supraphon (mono, DV 55573 G). Zpívají zde mj. Maria Tauberová jako Kolotoč a Bohumír Vich jako pan Josef, dále Kühnův dětský a smíšený sbor, Českou filharmonii řídí Robert Brock. Tato nahrávka však již nebyla reeditována. 2. obraz (Afrika) a 6. obraz (Závěr) natočil roku 1960 ostravský rozhlas na základě premiérové inscenace (řídí Bohumil Gregor). Rovněž tento záznam, stejně jako televizní film z roku 1967, není komerčně dostupný.